# Cortinarius chrysomallus
Cortinarius chrysomallus är en svampart som beskrevs av Lamoure 1977. Cortinarius chrysomallus ingår i släktet Cortinarius och familjen spindlingar.   Inga underarter finns listade i Catalogue of Life.